# Primula farinosa
La primula farinosa (Primula farinosa L., 1753) è una pianta erbacea appartenente alla famiglia delle Primulaceae, che cresce spontaneamente nei prati e boschi

## Etimologia
L'epiteto specifico (farinosa) fa riferimento ad alcune sue parti (pagina inferiore delle foglie e calice) che si presentano cosparse di una sottile e bianca “farina”.
L'attuale binomio scientifico ("Primula farinosa") è stato definito da 
Linneo nella sua pubblicazione Species Plantarum del 1753.

In lingua tedesca questa pianta si chiama Mehl-Primel; in francese si chiama Primevère farineuse; in inglese si chiama Bird's-eye Primrose.

## Descrizione

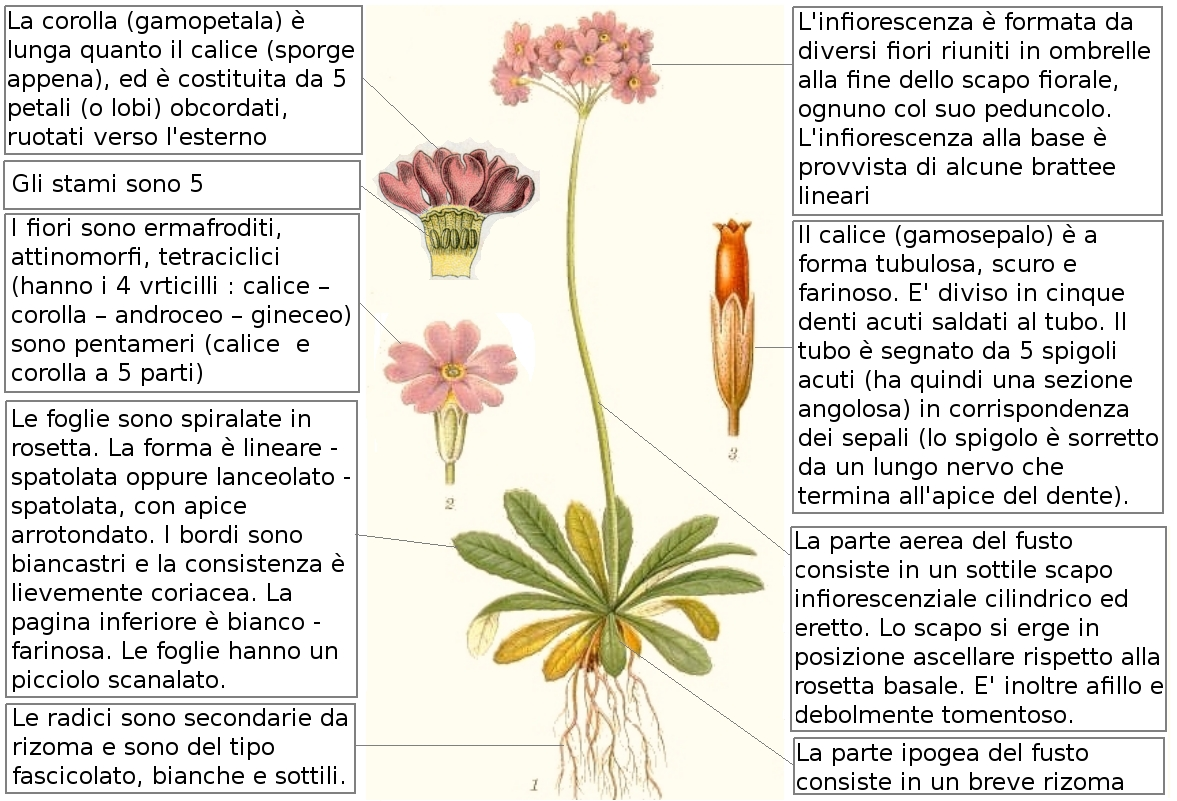
Descrizione delle parti della pianta

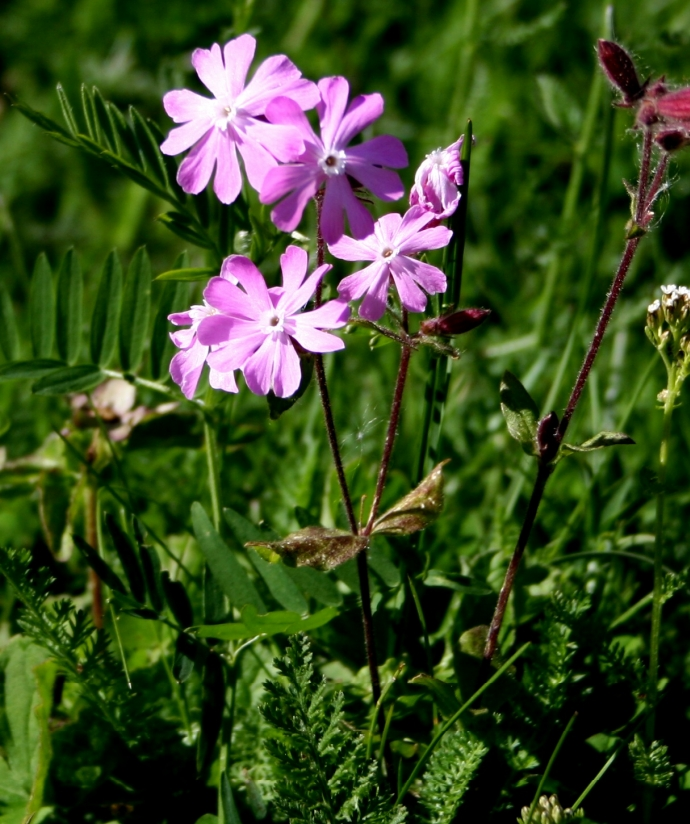
Il portamento. Località: La Faverghera (BL), 1413 m s.l.m. - 31/8/2006

È una pianta erbacea e perenne dall'aspetto cespitoso ma un po' gracile. La fioritura è unica nel corso dell'anno (sono piante “monocarpiche” = un solo frutto nell'arco della stagione). L'altezza varia da 8 – 30 cm nelle zone montane, ma anche fino a 40 – 50 cm a quote planiziali. La forma biologica è del tipo emicriptofita rosulata (H ros), ossia sono piante con gemme svernanti al livello del suolo e protette dalla lettiera o dalla neve, con foglie disposte a formare una rosetta basale.

### Radici
Le radici sono secondarie da rizoma e sono del tipo fascicolato, bianche e sottili.

### Fusto
- Parte ipogea: la parte ipogea del fusto consiste in un breve rizoma.
- Parte epigea: la parte aerea consiste in un sottile scapo infiorescenziale cilindrico, eretto e lungo al massimo 25 – 30 cm. Lo scapo si erge in posizione ascellare rispetto alla rosetta basale. È inoltre afillo e debolmente tomentoso.

### Foglie
Le foglie sono spiralate in rosetta (sono presenti solo le foglie basali o radicali). La forma è lineare-spatolata oppure lanceolato-spatolata, con apice arrotondato per cui la massima larghezza della foglie si ha nella zona terminale della foglia. I bordi della foglia sono biancastri e la consistenza del corpo della foglia è lievemente coriacea. La pagina inferiore è bianco-farinosa (questa caratteristica si presenta anche sulla pagina superiore, ma all'inizio dello sviluppo della foglia); mentre la pagina superiore è verde e liscia. Inoltre tutta la pagina fogliare è revoluta, ossia i margini esterni sono ripiegati verso il basso e sono ondulati e crenulati dalla metà in poi verso l'apice. Le foglie hanno un picciolo scanalato. Dimensione delle foglie: larghezza 6–11 mm; lunghezza 25–80 mm.

### Infiorescenza

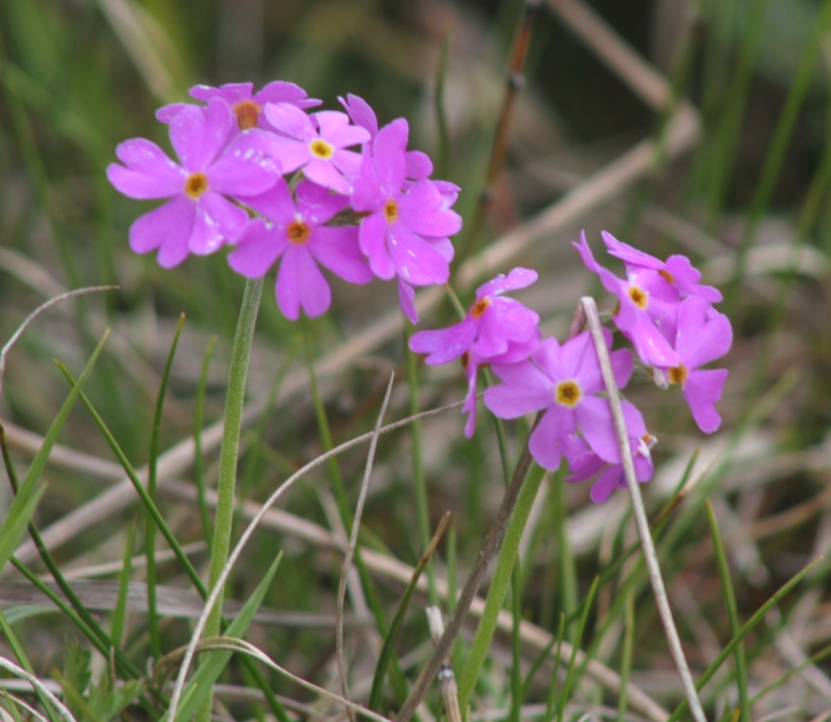
Infiorescenza. Località: Val Belluna - 17/05/2008

L'infiorescenza è formata da diversi fiori (5 – 20) riuniti in ombrelle alla fine dello scapo fiorale, ognuno col suo peduncolo. L'infiorescenza alla base è provvista di alcune brattee lineari. Lunghezza delle brattee: 4–5 mm. Lunghezza dei peduncolo: 3–40 mm.

### Fiori

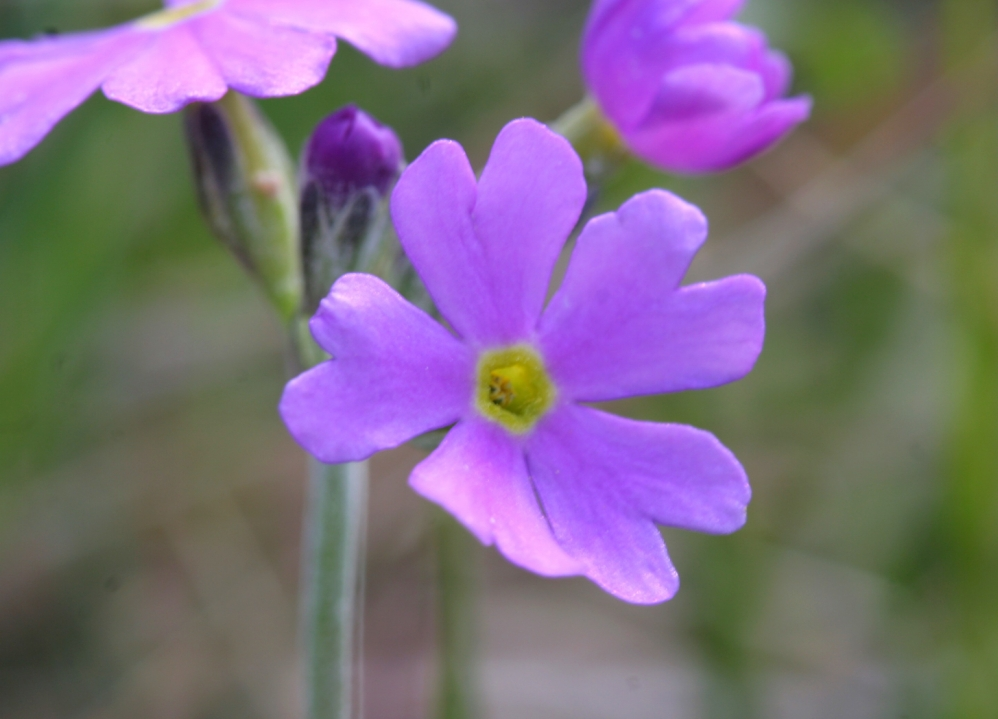
Il fiore. Località: Le Laste, Limana (BL), 661 m s.l.m. - 02/05/2008

I fiori sono ermafroditi, attinomorfi, tetraciclici (hanno i 4 verticilli fondamentali delle Angiosperme: calice – corolla – androceo – gineceo) e pentameri (calice e corolla divisi in 5 parti). All'interno del fiore è presente del nettare.
- Formula fiorale:

K (5), C (5), A 5, G (5) (supero)

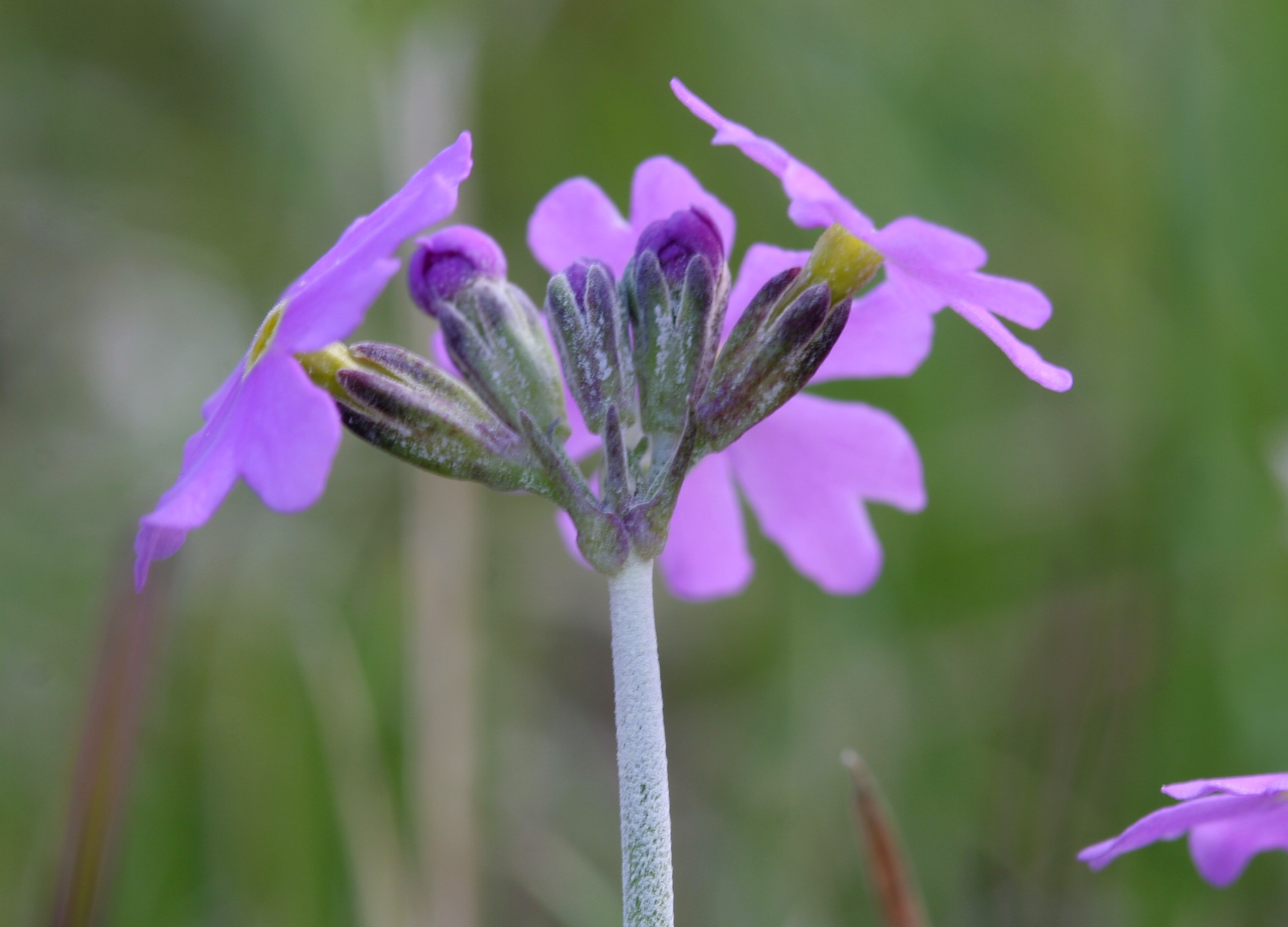
Il calice. Località: Le Laste, Limana (BL), 661 m s.l.m. - 02/05/2008

- Calice: il calice (gamosepalo) è a forma tubulosa, scuro e farinoso. È diviso in cinque denti (sepali) acuti saldati al tubo (i denti sono lunghi 3/4 della lunghezza del tubo). Il tubo è segnato da 5 spigoli acuti (ha quindi una sezione angolosa) in corrispondenza dei sepali (lo spigolo è sorretto da un lungo nervo che termina all'apice del dente). Lunghezza del calice: 5–6 mm.
- Corolla: la corolla (gamopetala) è lunga quanto il calice (sporge appena da questo), ed è costituita da 5 petali (o lobi) obcordati, ruotati all'esterno di 90° rispetto al tubo del calice. Il colore dei petali è rosa-lillacino o rosa-carico (raramente bianca) con fauci gialle e sono retusi alla sommità per circa 1/3 della loro lunghezza (sembrano quasi dei lobi). Le fauci sono molto ristrette. La corolla è “ipogina”, ossia i petali sono inseriti sul ricettacolo al di sotto dell'ovario. La parte interna della corolla è cilindrica. Diametro della corolla: 8–12 mm. Lunghezza del tubo: 5–7 mm. Dimensione dei lobi: larghezza 3–4,5 mm; lunghezza 4–6 mm.
- Androceo: gli stami sono 5 con brevi filamenti (non sporgono dalla corolla). Gli stami sono “epipetali” ossia sono inseriti direttamente nella corolla, (in posizione opposta ai petali) in alcuni casi, circa a metà del tubo corollino: in questo caso sono inclusi; in altri casi sono inseriti all'altezza della sommità della corolla (appena sotto le fauci) e in questo caso non sono inclusi ma sporgono dalle fauci.
- Gineceo: l'ovario è supero, uniloculare, formato da 5 carpelli saldati, con numerosi ovuli. La placenta è “assile” (o centrale), ossia attraversa diametralmente il pericarpo. Lo stilo è lungo e si affaccia alle fauci se gli stami sono inclusi nel tubo corollino (e quindi sono in posizione bassa), altrimenti è più corto e rimane chiuso nel tubo corollino con lo stigma capitato localizzato quindi a metà corolla circa. Questo dimorfismo (“brevistilo” e “longistilo” nella stessa specie chiamato “eterostilia”) fu studiato dal Darwin e viene considerato uno degli aspetti più interessanti di questa specie (e di altre dello stesso genere). Questa proprietà impedisce una fecondazione “autogama” (o autoimpollinazione), mentre favorisce una fecondazione entomofila (e quindi più efficiente da un punto di vista genetico) da parte degli insetti. In effetti si riscontra che l'impollinazione tra individui con lo stesso tipo di “eterostilia” è inefficace. È interessante rilevare inoltre che in una stessa popolazione le due caratteristiche sono presenti ognuna esattamente con il 50% degli individui[4].
- Fioritura: la fioritura va da aprile a luglio.
- Impollinazione: impollinazione entomofila tramite farfalle (anche notturne) e api.

### Frutti
Il frutto è una capsula sub-cilindrica e deiscente alla sommità per 5-10 denti. Contiene numerosi semi di colore rosso-scuro. Lunghezza della capsula: 7–8 mm. Lunghezza dei semi: 0,5–0,8 mm.

## Distribuzione e habitat
- Geoelemento: il tipo corologico (area di origine) è Subcosmopolita, ma anche Eurasiatico, ma anche Artico - Alpino (si tratta di una pianta polimorfa).
- Distribuzione: sul territorio italiano questa specie è diffusa (ma comunque non è molto comune) solo al nord. I rilievi europei sui quali si può trovare la Primula farinosa sono: Pirenei, Massiccio del Giura, Monti Balcani e Carpazi; ma anche in Gran Bretagna e Scandinavia. Fuori dall'Europa è molto diffusa nell'Asia. Questa specie è considerata propria anche del Nordamerica.
- Habitat: l'habitat tipico di queste pante sono le paludi e i prati torbosi; ma la si può trovare anche presso le sorgenti o i bordi dei ruscelli. Il substrato preferito è quello calcareo (ma anche calcareo-siliceo) in ambiente basico con bassi valori nutrizionali del terreno, che però deve essere abbastanza umido. Questa pianta, per le sue particolari esigenze di habitat, viene considerata un “relitto glaciale” (zone di rifugio a seguito del ritiro dei ghiacciai).
- Distribuzione altitudinale: la presenza di questa pianta può arrivare fino a 2650 m s.l.m.; quindi sui rilievi frequenta i seguenti piani vegetazionali: collinare, montano, subalpino e alpino. È possibile trovare questo fiore anche nelle pianure poste quasi al livello del mare, ma è un evento un po' raro; probabilmente si tratta di terreni poveri (da un punto di vista nutrizionale), ma ricchi d'acqua; un habitat che permette alla Primula farinosa di sopravvivere meglio di altre piante tipiche della pianura più robuste, ma anche più esigenti.

## Fitosociologia
Dal punto di vista fitosociologico la specie di questa scheda appartiene alla seguente comunità vegetale:
Formazione: comunità delle paludi e delle sorgenti
Classe: Scheuchzerio-Caricetea fuscae
Ordine: Caricetalia davallianae

## Tassonomia
Dato il grande numero di specie del genere Primula, questo viene suddiviso in trentasette sezioni. Primula farinosa appartiene alla sezione Farinosae caratterizzata dall'avere le foglie glabre o cosparse di minutissimi peli, l'infiorescenza inoltre possiede delle brattee gibbose o a base saccata. Altri autori preferiscono assegnare a questa specie una diversa sezione: Aleuritia.

### Ibridi
È stato descritto il seguente ibrido interspecifico:
- Primula × kraettliana Brügger, 1882 - ibrido tra P. farinosa × P. halleri.

### Specie simili
- Primula halleri Gmelin – Primula di Haller: si distingue da Primula farinosa per il tubo corollino che è molto più lungo (2 -3 volte il calice) e per l'infiorescenza che è pauciflora (pochi fiori ben distanziati) e per le vistose brattee lesiniformi poste alla base dell'infiorescenza.

## Conservazione
In alcune province italiane questa pianta è protetta in modo assoluto.

## Usi

### Farmacia
- Proprietà curative: come in altre specie dello stesso genere anche per la “Primula farinosa” la medicina popolare riconosce alcune proprietà mediche come analgesica (attenua il dolore), diuretiche (facilita il rilascio dell'urina), lassativa (ha proprietà purgative) e antireumatiche.
- Parti usate: rizoma, foglie e fiori.

## Galleria d'immagini

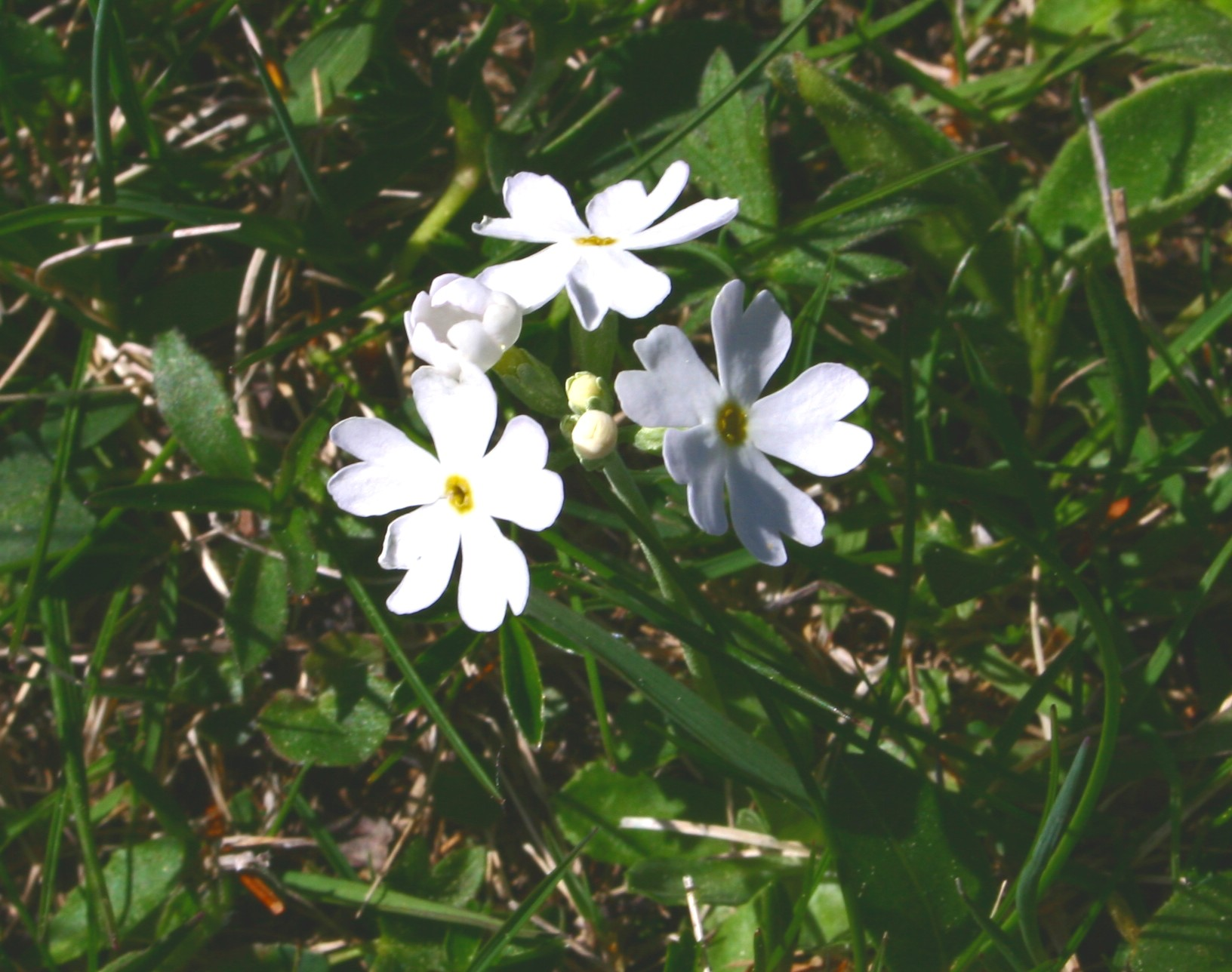
Località : Chiesa, Forno di Zoldo (BL), 1242 m s.l.m. - 19/05/2007
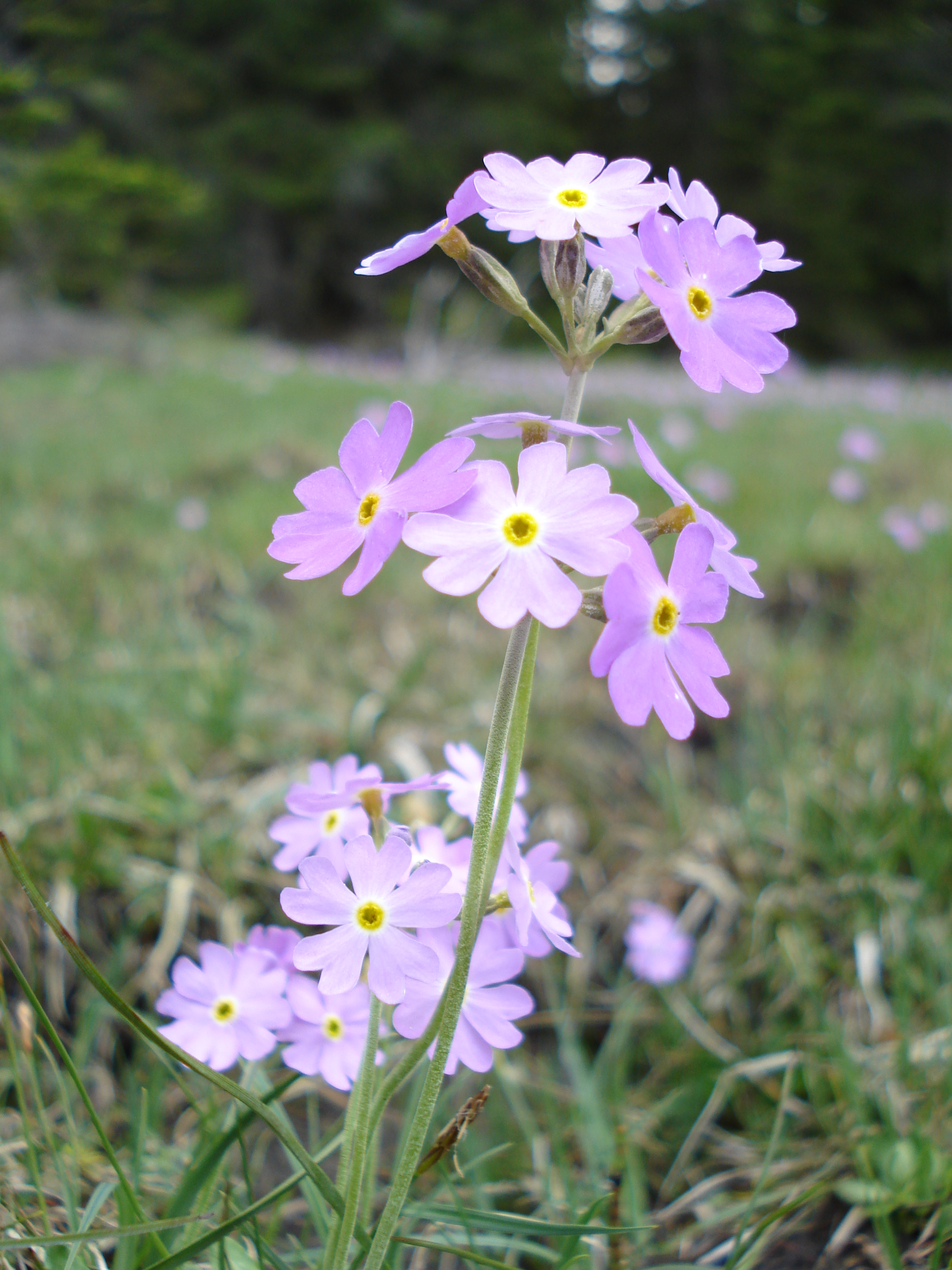
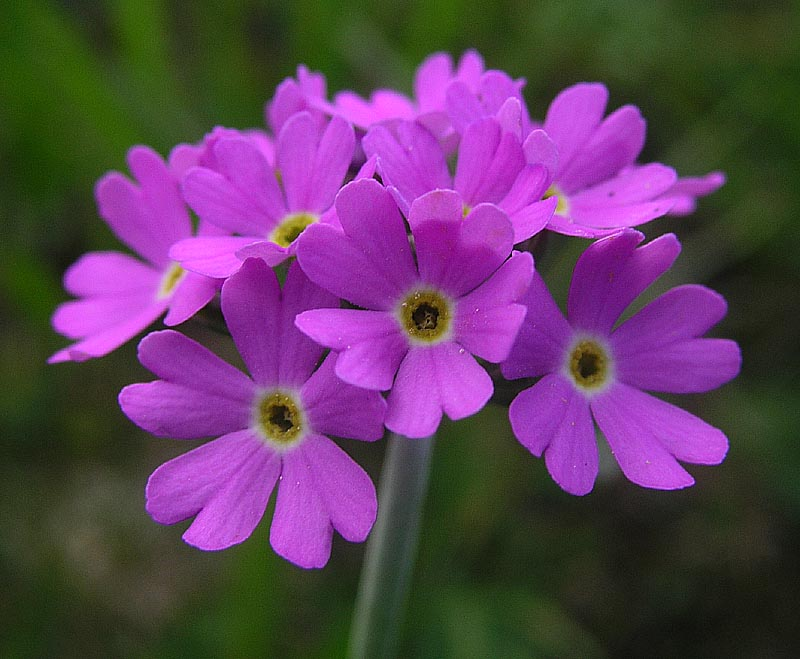
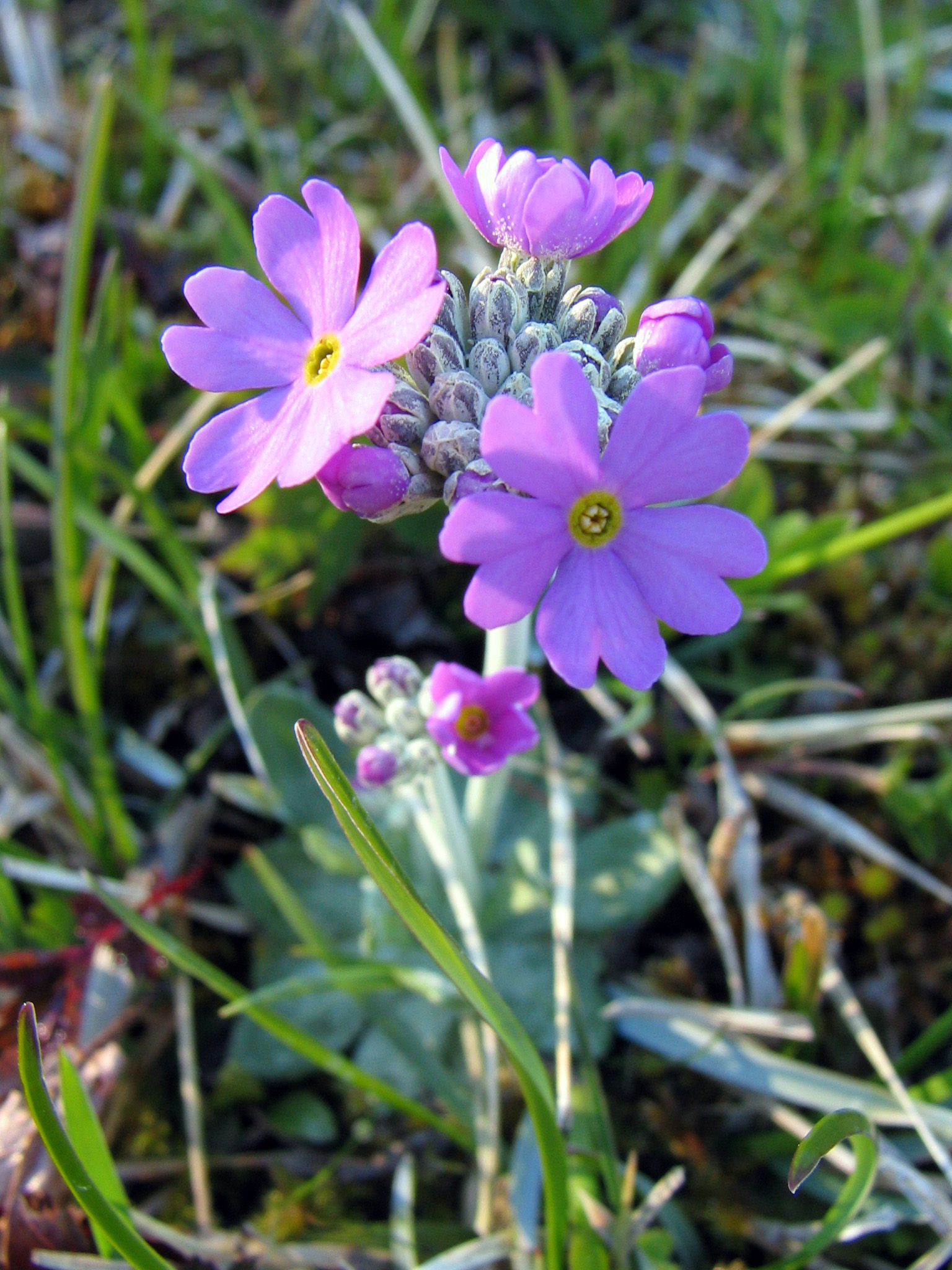